# Ceratobia adzharica
Ceratobia adzharica är en fjärilsart som beskrevs av Aleksei Konstantinovich Zagulajev 1974. Ceratobia adzharica ingår i släktet Ceratobia och familjen äkta malar. Inga underarter finns listade i Catalogue of Life.